# Pintura escènica

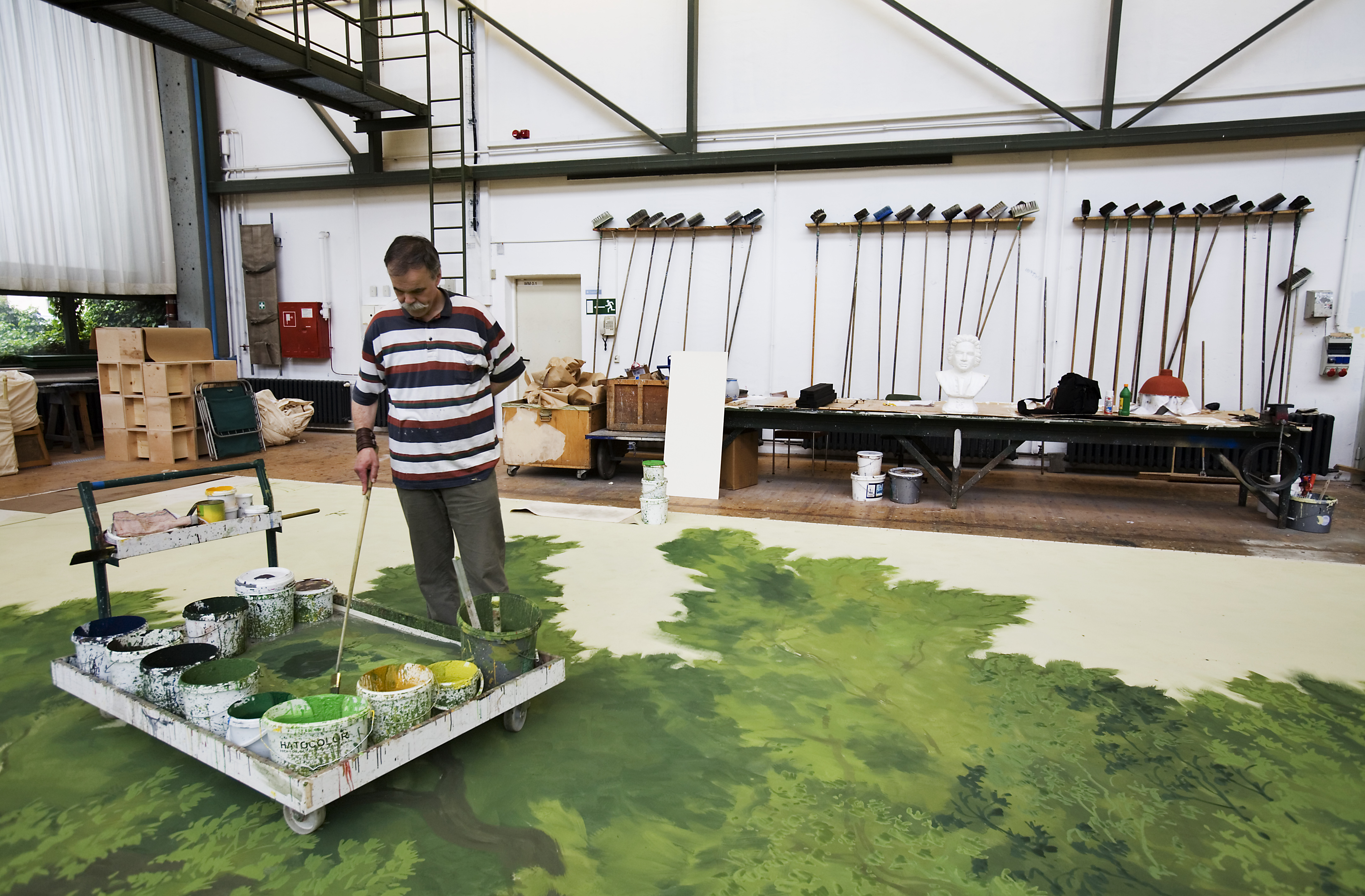
Un pintor escènic en acció al Semperoper de Dresden, Alemanya

La pintura escènica teatral inclou diverses disciplines, i abasta virtualment tècniques de pintura i artesania. Un pintor escènic experimentat tindrà habilitats en pintura de paisatge, pintura figurativa, trompe l'oeil, i imitació de pintura, i ha de ser versàtil en diferents mitjans, tals com a acrílic, oli i tempera, també ser un consumat dorador, enguixador i escultor. Les tècniques i coneixement especialitzat del pintor escènic a replicar imatges en una escala gran, són en gran manera diferents dels de l'artista d'estudi tradicional. A més, sovint, es hom espera que faci l'acabat ignífug del producte i treballi de forma ràpida dins d'un pressupost ajustat.
Tradicionalment, els pintors escènics procedeixen de la pedrera dels dissenyadors escènics, i en alguns casos els dissenyadors pinten les seves pròpies obres. Cada dia s'incrementa el concepte de pintura escènica, com un art independent. Hom espera que els pintors escènics subordinin les seves habilitats a les crítiques del dissenyador. Un dissenyador presenta pintures a escala, maquetes o fotografies, tal vegada amb la recerca original i, de vegades, acompanyat de mostres de pintura; i posteriorment el pintor realitza l'obra per a l'escenari.